# 바람의 나라: 연
바람의 나라: 연은 슈퍼캣이 개발하고 넥슨에서 출시한 대한민국의 모바일 게임이다. 바람의 나라를 원작으로 하고있다. 2020년 7월 15일 오전 8시부로 정식 오픈하였다.